# Masashi Wada
Masashi Wada (japanisch 和田 昌士 Wada Masashi; * 11. April 1997 in Yokohama) ist ein japanischer Fußballspieler.

## Karriere
Wada erlernte das Fußballspielen in der Jugendmannschaft von den Yokohama F. Marinos. Seinen ersten Vertrag unterschrieb er 2016 bei den Yokohama F. Marinos. Der Verein spielte in der höchsten Liga des Landes, der J1 League. 2017 wurde er an den Zweitligisten Renofa Yamaguchi FC ausgeliehen. Für den Verein absolvierte er 17 Ligaspiele. 2018 kehrte er zu den Marinos zurück. 2018 erreichte er das Finale des J.League Cup. 2019 wurde er an den Drittligisten Blaublitz Akita ausgeliehen. Für den Verein absolvierte er 30 Ligaspiele. 2020 wechselte er zum Drittligisten SC Sagamihara. Mit dem Verein aus Sagamihara wurde er am Ende der Saison Vizemeister und stieg in die zweite Liga auf. Anfang August 2021 wechselte er auf Leihbasis zum Drittligisten Iwate Grulla Morioka. Ende der Saison 2021 feierte er mit Iwate die Vizemeisterschaft und den Aufstieg in die zweite Liga. Nach der Ausleihe wurde er am 1. Februar 2022 von Iwate fest unter Vertrag genommen. Nach nur einer Saison in der zweiten Liga musste er mit dem Verein am Ende der Spielzeit als Tabellenletzter wieder in die dritte Liga absteigen. Im Januar 2024 wurde er vom Zweitligisten Thespakusatsu Gunma unter Vertrag genommen. Hier bestritt er 27 Ligaspiele. Am Ende der Saison 2024 musste er mit dem Verein als Tabellenletzter den Weg in die Drittklassigkeit antreten. Nach dem Abstieg wurde sein Vertrag nicht verlängert.

## Erfolge
Yokohama F. Marinos
- Japanischer Ligapokalfinalist: 2018

SC Sagamihara
- Japanischer Drittligavizemeister: 2020  ▲

Iwate Grulla Morioka
- Japanischer Drittligavizemeister: 2021  ▲